# 帕拉曼加·埃内斯特·永利

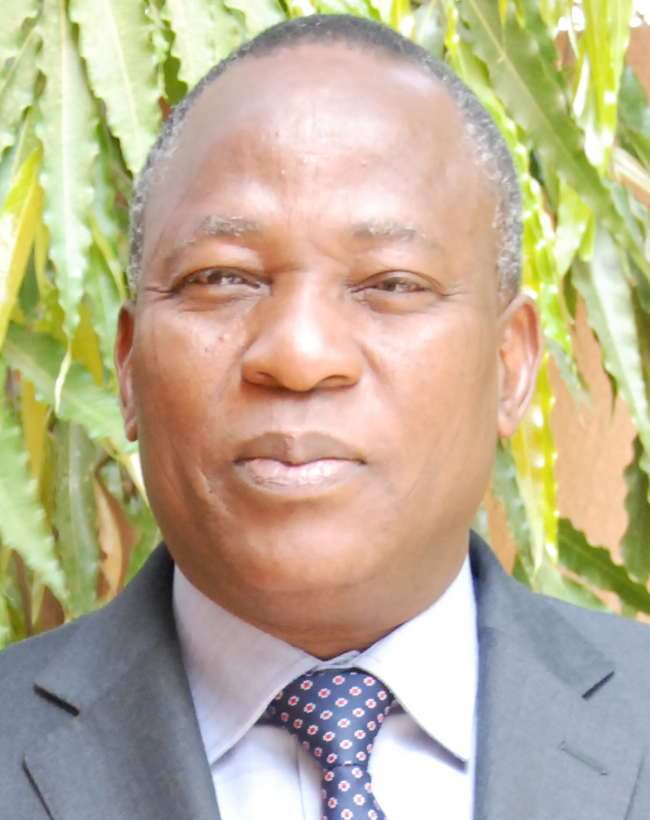
帕拉曼加·埃内斯特·永利

帕拉曼加·埃内斯特·永利（法語：Paramanga Ernest Yonli；1956年12月31日—）是布吉納法索官員，2000年11月7日至2007年6月4日间任总理。
| 前任： 卡德尔·德西雷·韦德拉奥果 | 布基纳法索总理 2000年-2007年 | 繼任： 泰尔蒂于·宗戈 |